# Google X
Google X är en lab-version av söktjänsten som Google presenterade den 15 mars 2005. Den liknade på många sätt Mac OS:s utseende. 
Tjänsten plockades, utan vidare förklaring, bort dagen efter lanseringen. Det finns fortfarande ett antal fristående webbplatser med databasspeglingar av GoogleX. De kan hittas genom en sammanställning av Google X-speglingar.